# Adam Ziółkowski
Adam Ziółkowski (ur. 12 stycznia 1951 w Poznaniu) – polski historyk, profesor nauk humanistycznych, nauczyciel akademicki Uniwersytetu Warszawskiego, tłumacz, autor podręczników szkolnych i akademickich.

## Życiorys
Studia historyczne na Uniwersytecie Warszawskim ukończył w 1973. Pracę doktorską obronił w 1981. W latach 1982–1991 pracował na Wydziale Humanistycznym Katolickiego Uniwersytetu Lubelskiego, od 1992 w Instytucie Historycznym Uniwersytetu Warszawskiego. W 1993 uzyskał stopień doktora habilitowanego nauk humanistycznych na Wydziale Historycznym Uniwersytetu Warszawskiego, na podstawie dorobku naukowego oraz rozprawy pt. The Temples of Mid-Republican Rome and Their Historical and Topographical Context (książka została opublikowana w Rzymie rok wcześniej). W 1996 został profesorem nadzwyczajnym UW, a w 2011 otrzymał tytuł naukowy profesora nauk humanistycznych.
Jego zainteresowania badawcze skupiają się m.in. na zagadnieniach początków miasta Rzym, wczesnej historii państwa rzymskiego (królestwo i wczesna republika), dziejach chrześcijaństwa w starożytności. Członek Collegium Invisibile.

## Życie prywatne
Jest synem prof. Janusza Ziółkowskiego i bratem prof. Marka Ziółkowskiego. Jego córka Agnieszka (ur. 1987), była pierwszym polskim dzieckiem urodzonym w wyniku zapłodnienia pozaustrojowego.

## Wybrane publikacje
- The Temples of Mid-Republican Rome and Their Historical and Topographical Context, Roma 1992.
- Rzym ostatnich królów, Poznań 1999.
- Historia Rzymu, Poznań 2004 (wyd. włoskie Storia di Roma, Milano: Mondadori, 2010).
- Sacra Via: Twenty Years After, Journal of Juristic Papyri, 2004.
- Historia powszechna. Starożytność, Warszawa 2009.